# Muvaffak
Abu Mansur Muvaffak Harawi —persa: ابو منصور موفق هروی— més conegut simplement com a Muvaffak fou un metge del segle x documentat a Herat, a l'actual Afganistan, al servei del príncep samànida Mansur ibn Nuh, que va governar del 961 al 976.
Fou aparentment el primer en pensar de compilar un tractat de materia medica en persa; va viatjar extensament per Pèrsia i Índia per obtenir la informació necessària.
Abu Mansur va distingir entre el carbonat de sodi i el carbonat de potassi, i sembla haver tingut algun coneixement sobre el triòxid de diarseni, l'òxid de coure(II), l'àcid silícic i l'antimoni; va saber els efectes tòxics del coure, la depilació i la composició del guix de Paris i el seu ús quirúrgic.
El Llibre dels remeis és l'única recopilació que n'ha restat. Escrit entre 968 i 977, duu per títol کتاب الابنیه عن حقائق الادویه, Kitab al-Abnyia 'an Haqa'iq al-Adwiya, i és l'obra de prosa més vella en persa modern. Tracta 585 remeis (dels quals 466 derivats de plantes, 75 de minerals, 44 d'animals), que va classificar en quatre grups segons la seva acció. La còpia més antiga conservada és de 1026 i fou escrita per Asadi Toosi, un poeta famós; es conserva a la Biblioteca de Viena. En aquesta còpia l'escriptor prega per la salut de Muvaffak i això mostra que seguia viu el 1026, per la qual cosa la suposició dels orientalistes sobre que fou contemporani del samànida Mansur ibn Nuh és errònia. Diu en la introducció del llibre que ha utilitzat llibres científics tradicionals anteriors.